# Ervin Drake

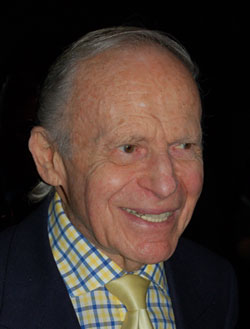
Ervin Drake en 2006.

Ervin Maurice Druckman ( Manhattan, Nueva York;3 de abril de 1919 – Great Neck; 15 de enero de 2015), más conocido como Ervin Drake, fue un compositor y letrista norteamericano  entre cuyos trabajos incluidos en el Great American Songbook destacan "I Believe" y "It Was a Very Good Year". Compuso en una variedad de estilos y sus canciones han sido grabadas por multitud de músicos de todos el mundo, entre los que se citan Frank Sinatra, Billie Holiday, Ella Fitzgerald o las Andrews Sisters. En 1983, fue incluido en el Salón de la Fama de los Compositores.